# Gminy stanu Mato Grosso
| #   | Gminy                            | Mikroregiony       | Mezoregiony               | Powierzchnia (km²) | Ludność | Gęstość zaludnienia |
| --- | -------------------------------- | ------------------ | ------------------------- | ------------------ | ------- | ------------------- |
| 1   | Acorizal                         | Rosário Oeste      | Centro-Sul Mato-Grossense | 841,166            | 5.736   | 6,82                |
| 2   | Alta Floresta                    | Alta Floresta      | Norte Mato-Grossense      | 8.947,069          | 49.116  | 5,49                |
| 3   | Alto Araguaia                    | Alto Araguaia      | Sudeste Mato-Grossense    | 5.538,022          | 13.770  | 2,49                |
| 4   | Alto Boa Vista                   | Norte Araguaia     | Nordeste Mato-Grossense   | 2.241,826          | 5.066   | 2,26                |
| 5   | Alto Garças                      | Alto Araguaia      | Sudeste Mato-Grossense    | 3.660,387          | 9.143   | 2,50                |
| 6   | Alto Paraguai                    | Alto Paraguai      | Centro-Sul Mato-Grossense | 2.052,519          | 8.151   | 3,97                |
| 7   | Alto Taquari                     | Alto Araguaia      | Sudeste Mato-Grossense    | 1.394,760          | 6.118   | 4,39                |
| 8   | Apiacás                          | Alta Floresta      | Norte Mato-Grossense      | 20.364,204         | 7.977   | 0,39                |
| 9   | Araguaiana                       | Médio Araguaia     | Nordeste Mato-Grossense   | 6.415,109          | 2.974   | 0,46                |
| 10  | Araguainha                       | Tesouro            | Sudeste Mato-Grossense    | 688,676            | 1.120   | 1,63                |
| 11  | Araputanga                       | Jauru              | Sudoeste Mato-Grossense   | 1.602,731          | 15.412  | 9,62                |
| 12  | Arenápolis                       | Alto Paraguai      | Centro-Sul Mato-Grossense | 414,678            | 9.908   | 23,89               |
| 13  | Aripuanã                         | Aripuanã           | Norte Mato-Grossense      | 25.048,965         | 19.110  | 0,76                |
| 14  | Barra do Bugres                  | Tangará da Serra   | Sudoeste Mato-Grossense   | 7.228,902          | 32.479  | 4,49                |
| 15  | Barra do Garças                  | Médio Araguaia     | Nordeste Mato-Grossense   | 9.141,841          | 53.243  | 5,82                |
| 16  | Barão de Melgaço                 | Alto Pantanal      | Centro-Sul Mato-Grossense | 11.182,846         | 7.625   | 0,68                |
| 17  | Bom Jesus do Araguaia            | Norte Araguaia     | Nordeste Mato-Grossense   | 4.279,088          | 4.479   | 1,05                |
| 18  | Brasnorte                        | Aripuanã           | Norte Mato-Grossense      | 15.959,328         | 13.964  | 0,87                |
| 19  | Campinápolis                     | Canarana           | Nordeste Mato-Grossense   | 5.970,464          | 13.663  | 2,29                |
| 20  | Campo Novo do Parecis            | Parecis            | Norte Mato-Grossense      | 9.448,384          | 22.258  | 2,36                |
| 21  | Campo Verde                      | Primavera do Leste | Sudeste Mato-Grossense    | 4.794,555          | 26.056  | 5,43                |
| 22  | Campos de Júlio                  | Parecis            | Norte Mato-Grossense      | 6.804,577          | 4.770   | 0,70                |
| 23  | Canabrava do Norte               | Norte Araguaia     | Nordeste Mato-Grossense   | 3.449,984          | 5.401   | 1,57                |
| 24  | Canarana                         | Canarana           | Nordeste Mato-Grossense   | 10.834,325         | 17.183  | 1,59                |
| 25  | Carlinda                         | Alta Floresta      | Norte Mato-Grossense      | 2.417,212          | 12.176  | 5,04                |
| 26  | Castanheira                      | Aripuanã           | Norte Mato-Grossense      | 3.948,861          | 7.808   | 1,98                |
| 27  | Chapada dos Guimarães            | Cuiabá             | Centro-Sul Mato-Grossense | 6.206,573          | 17.710  | 2,85                |
| 28  | Cláudia                          | Sinop              | Norte Mato-Grossense      | 3.820,948          | 10.648  | 2,79                |
| 29  | Cocalinho                        | Médio Araguaia     | Nordeste Mato-Grossense   | 16.538,832         | 5.840   | 0,35                |
| 30  | Colniza                          | Aripuanã           | Norte Mato-Grossense      | 27.947,646         | 27.872  | 1,00                |
| 31  | Colíder                          | Colíder            | Norte Mato-Grossense      | 3.038,249          | 30.685  | 1,10                |
| 32  | Comodoro                         | Parecis            | Norte Mato-Grossense      | 21.743,362         | 18.041  | 0,83                |
| 33  | Confresa                         | Norte Araguia      | Nordeste Mato-Grossense   | 5.819,73           | 21.350  | 3,67                |
| 34  | Conquista d’Oeste                | Norte Araguaia     | Nordeste Mato-Grossense   | 2.698,008          | 3.097   | 1,48                |
| 35  | Cotriguaçu                       | Aripuanã           | Norte Mato-Grossense      | 9.123,582          | 13.740  | 1,51                |
| 36  | Curvelândia                      | Alto Pantanal      | Centro-Sul Mato-Grossense | 748,363            | 4.816   | 6,44                |
| 37  | Cáceres                          | Alto Pantanal      | Centro-Sul Mato-Grossense | 24.797             | 90.391  | 3,70                |
| 38  | Deniseuuuu                       | Tangará da Serra   | Sudoeste Mato-Grossense   | 1.300,924          | 10.299  | 7,92                |
| 39  | Diamantino                       | Parecis            | Norte Mato-Grossense      | 7.630,212          | 18.634  | 2,44                |
| 40  | Dom Aquino                       | Rondonópolis       | Sudeste Mato-Grossense    | 2.205,079          | 8.264   | 3,75                |
| 41  | Feliz Natal                      | Sinop              | Norte Mato-Grossense      | 11.448,049         | 10.313  | 0,90                |
| 42  | Figueirópolis d’Oeste            | Jauru              | Sudoeste Mato-Grossense   | 890,949            | 3.633   | 4,08                |
| 43  | Gaúcha do Norte                  | Paranatinga        | Norte Mato-Grossense      | 16.898,569         | 5.780   | 0,34                |
| 44  | General Carneiro                 | Paranatinga        | Norte Mato-Grossense      | 3.721,078          | 4.803   | 1,29                |
| 45  | Glória d’Oeste                   | Jauru              | Sudoeste Mato-Grossense   | 846,053            | 3.121   | 3,69                |
| 46  | Guarantã do Norte                | Colíder            | Norte Mato-Grossense      | 4.713,043          | 30.920  | 6,56                |
| 47  | Guiratinga                       | Tesouro            | Sudeste Mato-Grossense    | 5.358,322          | 13.836  | 2,58                |
| 48  | Indiavaí                         | Jauru              | Sudoeste Mato-Grossense   | 600,326            | 2.506   | 4,17                |
| 49  | Ipiranga do Norte                | Alto Teles Pires   | Norte Mato-Grossense      | 3.467              | 4.224   |                     |
| 50  | Itanhangá                        | Alto Teles Pires   | Norte Mato-Grossense      |                    | 4.741   |                     |
| 51  | Itaúba                           | Sinop              | Norte Mato-Grossense      | 4.538,338          | 4.634   | 1,02                |
| 52  | Itiquira                         | Rondonópolis       | Sudeste Mato-Grossense    | 8.638,691          | 12.159  | 1,41                |
| 53  | Jaciara                          | Rondonópolis       | Sudeste Mato-Grossense    | 1.658,720          | 25.028  | 15,09               |
| 54  | Jangada                          | Rosário Oeste      | Centro-Sul Mato-Grossense | 1.021,93           | 8.056   | 7,88                |
| 55  | Jauru                            | Jauru              | Sudoeste Mato-Grossense   | 1.217,480          | 10.760  | 8,84                |
| 56  | Juara                            | Arinos             | Norte Mato-Grossense      | 21.387,334         | 32.096  | 1,50                |
| 57  | Juruena                          | Aripuanã           | Norte Mato-Grossense      | 3.203,30           | 8.731   | 2,73                |
| 58  | Juscimeira                       | Rondonópolis       | Sudeste Mato-Grossense    | 2.205,018          | 11.999  | 5,44                |
| 59  | Juína                            | Aripuanã           | Norte Mato-Grossense      | 26.251,276         | 38.497  | 1,47                |
| 60  | Lambari d’Oeste                  | Jauru              | Sudoeste Mato-Grossense   | 1.337,245          | 4.904   | 3,67                |
| 61  | Lucas do Rio Verde               | Alto Teles Pires   | Norte Mato-Grossense      | 3.659,859          | 30.781  | 8,41                |
| 62  | Luciara                          | Norte Araguaia     | Nordeste Mato-Grossense   | 4.145,262          | 2.419   | 0,58                |
| 63  | Marcelândia                      | Sinop              | Norte Mato-Grossense      | 12.294,144         | 14.080  | 1,15                |
| 64  | Matupá                           | Colíder            | Norte Mato-Grossense      | 5.151,850          | 12.928  | 2,51                |
| 65  | Mirassol d’Oeste                 | Jauru              | Sudoeste Mato-Grossense   | 1.072,537          | 24.701  | 23,03               |
| 66  | Nobres                           | Alto Teles Pires   | Norte Mato-Grossense      | 3.859,509          | 14.825  | 3,84                |
| 67  | Nortelândia                      | Alto Paraguai      | Centro-Sul Mato-Grossense | 1.350,778          | 6.232   | 4,61                |
| 68  | Nossa Senhora do Livramento      | Cuiabá             | Centro-Sul Mato-Grossense | 5.192,568          | 12.302  | 2,37                |
| 69  | Nova Bandeirantes                | Alta Floresta      | Norte Mato-Grossense      | 9.531,206          | 12.756  | 1,34                |
| 70  | Nova Brasilândia                 | Paranatinga        | Norte Mato-Grossense      | 3.266,215          | 4.877   | 1,49                |
| 71  | Nova Canaã do Norte              | Colíder            | Norte Mato-Grossense      | 5.968,991          | 12.668  | 2,12                |
| 72  | Nova Guarita                     | Colíder            | Norte Mato-Grossense      | 1.087,310          | 5.054   | 4,65                |
| 73  | Nova Lacerda                     | Alto Guaporé       | Sudoeste Mato-Grossense   | 4.734,162          | 4.855   | 1,03                |
| 74  | Nova Marilândia                  | Alto Paraguai      | Centro-Sul Mato-Grossense | 1.942,816          | 2.303   | 1,19                |
| 75  | Nova Maringá                     | Arinos             | Norte Mato-Grossense      | 11.512,471         | 5.554   | 48,00               |
| 76  | Nova Monte Verde                 | Alta Floresta      | Norte Mato-Grossense      | 6.500,166          | 8.071   | 1,24                |
| 77  | Nova Mutum                       | Alto Teles Pires   | Norte Mato-Grossense      | 9.537,923          | 24.368  | 2,55                |
| 78  | Nova Nazaré                      | Canarana           | Nordeste Mato-Grossense   | 4.038,699          | 2.745   | 0,68                |
| 79  | Nova Olímpia                     | Tangará da Serra   | Sudoeste Mato-Grossense   | 1.567,669          | 19.472  | 12,42               |
| 80  | Nova Santa Helena                | Sinop              | Norte Mato-Grossense      | 2.627,835          | 3.368   | 1,28                |
| 81  | Nova Ubiratã                     | Alto Teles Pires   | Norte Mato-Grossense      | 12.694,974         | 7.768   | 0,61                |
| 82  | Nova Xavantina                   | Canarana           | Nordeste Mato-Grossense   | 5.526,733          | 18.657  | 3,78                |
| 83  | Novo Horizonte do Norte          | Arinos             | Norte Mato-Grossense      | 938,389            | 3.815   | 4,07                |
| 84  | Novo Mundo                       | Colíder            | Norte Mato-Grossense      | 5.801,766          | 6.725   | 1,16                |
| 85  | Novo Santo Antônio               | Norte Araguia      | Nordeste Mato-Grossense   | 4.368,459          | 2.111   | 0,48                |
| 86  | Novo São Joaquim                 | Canarana           | Nordeste Mato-Grossense   | 5.022,477          | 6.880   | 1,37                |
| 87  | Paranatinga                      | Paranatinga        | Norte Mato-Grossense      | 24.177,568         | 20.074  | 0,83                |
| 88  | Paranaíta                        | Alta Floresta      | Norte Mato-Grossense      | 4.830,143          | 11.540  | 2,39                |
| 89  | Pedra Preta                      | Rondonópolis       | Sudeste Mato-Grossense    | 4.193,207          | 15.590  | 3,72                |
| 90  | Peixoto de Azevedo               | Colíder            | Norte Mato-Grossense      | 14.398,661         | 28.917  | 2,01                |
| 91  | Planalto da Serra                | Paranatinga        | Norte Mato-Grossense      | 2.454,108          | 2.752   | 1,21                |
| 92  | Poconé                           | Alto Pantanal      | Centro-Sul Mato-Grossense | 17.260,861         | 31.106  | 1,80                |
| 93  | Pontal do Araguaia               | Tesouro            | Sudeste Mato-Grossense    | 2.755,095          | 4.966   | 1,80                |
| 94  | Ponte Branca                     | Tesouro            | Sudeste Mato-Grossense    | 687,812            | 1.787   | 2,60                |
| 95  | Pontes e Lacerda                 | Alto Guaporé       | Sudoeste Mato-Grossense   | 8.423,347          | 38.095  | 4,52                |
| 96  | Porto Alegre do Norte            | Norte Araguaia     | Nordeste Mato-Grossense   | 3.977,416          | 9.639   | 2,42                |
| 97  | Porto Esperidião                 | Jauru              | Sudoeste Mato-Grossense   | 5.815,306          | 9.623   | 1,65                |
| 98  | Porto Estrela                    | Tangará da Serra   | Sudoeste Mato-Grossense   | 2.065,241          | 3.984   | 1,93                |
| 99  | Porto dos Gaúchos                | Arinos             | Norte Mato-Grossense      | 7.011,545          | 6.001   | 0,86                |
| 100 | Poxoréo                          | Tesouro            | Sudeste Mato-Grossense    | 6.923,227          | 17.677  | 2,55                |
| 101 | Primavera do Leste               | Primavera do Leste | Sudeste Mato-Grossense    | 5.472,207          | 44.757  | 8,18                |
| 102 | Querência                        | Canarana           | Nordeste Mato-Grossense   | 17.850,249         | 10.682  | 0,60                |
| 103 | Reserva do Cabaçal               | Jauru              | Sudoeste Mato-Grossense   | 370,820            | 2.505   | 6,76                |
| 104 | Ribeirão Cascalheira             | Norte Araguaia     | Nordeste Mato-Grossense   | 11.356,472         | 8.677   | 0,76                |
| 105 | Ribeirãozinho                    | Norte Araguaia     | Nordeste Mato-Grossense   | 623,453            | 2.107   | 3,38                |
| 106 | Rio Branco                       | Jauru              | Sudoeste Mato-Grossense   | 501,496            | 5.039   | 10,05               |
| 107 | Rondolândia                      | Aripuanã           | Norte Mato-Grossense      | 12.701,0           | 3.399   | 0,27                |
| 108 | Rondonópolis                     | Rondonópolis       | Sudeste Mato-Grossense    | 4.165,23           | 172.471 | 41,41               |
| 109 | Rosário Oeste                    | Rosário Oeste      | Centro-Sul Mato-Grossense | 8.802,047          | 17.896  | 2,03                |
| 110 | Salto do Céu                     | Jauru              | Sudoeste Mato-Grossense   | 1.312,186          | 3.682   | 2,81                |
| 111 | Santa Carmem                     | Sinop              | Norte Mato-Grossense      | 3.920,277          | 4.324   | 1,10                |
| 112 | Santa Cruz do Xingu              | Norte Araguaia     | Nordeste Mato-Grossense   | 5.625,401          | 2.116   | 0,38                |
| 113 | Santa Rita do Trivelato          | Alto Teles Pires   | Norte Mato-Grossense      | 3.345,196          | 2.504   | 0,75                |
| 114 | Santa Terezinha                  | Norte Araguaia     | Nordeste Mato-Grossense   | 6.450,838          | 7.289   | 1,13                |
| 115 | Santo Afonso                     | Alto Paraguai      | Centro-Sul Mato-Grossense | 1.169,503          | 2.855   | 2,44                |
| 116 | Santo Antônio do Leste           | Canarana           | Nordeste Mato-Grossense   | 3.596,798          | 3.219   | 0,89                |
| 117 | Santo Antônio do Leverger        | Cuiabá             | Centro-Sul Mato-Grossense | 12.260,081         | 18.859  | 1,54                |
| 118 | Sapezal                          | Parecis            | Norte Mato-Grossense      | 13.597,506         | 14.254  | 1,05                |
| 119 | Serra Nova Dourada               | Norte Araguaia     | Nordeste Mato-Grossense   | 1.479,893          | 1.349   | 0,91                |
| 120 | Sinop                            | Sinop              | Norte Mato-Grossense      | 3.194,339          | 105.762 | 33,11               |
| 121 | Sorriso                          | Alto Teles Pires   | Norte Mato-Grossense      | 9.345,755          | 55.121  | 5,90                |
| 122 | São Félix do Araguaia            | Norte Araguaia     | Nordeste Mato-Grossense   | 19.009,7           | 10.699  | 0,56                |
| 123 | São José do Povo                 | Rondonópolis       | Sudeste Mato-Grossense    | 444,106            | 3.335   | 7,51                |
| 124 | São José do Rio Claro            | Arinos             | Norte Mato-Grossense      | 5.057,854          | 17.324  | 3,43                |
| 125 | São José do Xingu                | Norte Araguaia     | Nordeste Mato-Grossense   | 7.463,654          | 4.198   | 0,56                |
| 126 | São José dos Quatro Marcos       | Jauru              | Sudoeste Mato-Grossense   | 1.280,846          | 18.934  | 14,78               |
| 127 | São Pedro da Cipa                | Rondonópolis       | Sudeste Mato-Grossense    | 344,360            | 3.963   | 11,51               |
| 128 | Tabaporã                         | Arinos             | Norte Mato-Grossense      | 8.225,389          | 10.471  | 1,27                |
| 129 | Tangará da Serra                 | Tangará da Serra   | Sudoeste Mato-Grossense   | 11.565,976         | 76.655  | 6,63                |
| 130 | Tapurah                          | Alto Teles Pires   | Norte Mato-Grossense      | 11.600,132         | 10.438  | 0,90                |
| 131 | Terra Nova do Norte              | Colíder            | Norte Mato-Grossense      | 2.302,332          | 14.424  | 6,26                |
| 132 | Tesouro                          | Tesouro            | Sudeste Mato-Grossense    | 4.017,269          | 3.116   | 0,78                |
| 133 | Torixoréu                        | Tesouro            | Sudeste Mato-Grossense    | 2.397,925          | 4.101   | 1,71                |
| 134 | União do Sul                     | Sinop              | Norte Mato-Grossense      | 4.581,121          | 3.993   | 0,87                |
| 135 | Vale de São Domingos             | Alto Guaporé       | Sudoeste Mato-Grossense   | 2.001,347          | 2.889   | 1,44                |
| 136 | Vera                             | Sinop              | Norte Mato-Grossense      | 2.950,868          | 9.183   | 3,11                |
| 137 | Vila Bela da Santíssima Trindade | Alto Guaporé       | Sudoeste Mato-Grossense   | 13.630,948         | 13.711  | 1,01                |
| 138 | Vila Rica                        | Norte Araguaia     | Nordeste Mato-Grossense   | 7.433,445          | 18.929  | 2,55                |
| 139 | Várzea Grande                    | Cuiabá             | Centro-Sul Mato-Grossense | 938,057            | 230.466 | 245,68              |
| 140 | Água Boa                         | Canarana           | Nordeste Mato-Grossense   | 7.582              | 18.994  | 2,45                |